# La Crescent
La Crescent es una variedad cultivar de ciruelo (Prunus salicina), de las denominadas ciruelas japonesas (aunque las ciruelas japonesas en realidad se originaron en China, se cultivaron en Japón donde se obtuvieron nuevas variedades, y fueron llevadas a los EE. UU. a través de Japón en el siglo XIX).
Una variedad de ciruela obtenida por Alderman del "Universidad de Minesota", antes de 1923. Tolera las zonas de rusticidad según el departamento USDA, de nivel 4a.
Las frutas de un tamaño mediano, siendo redondeada, tiene color de la piel amarilla que a veces se tiñe de un ligero color rosa, con el hueso semi adherente, y su pulpa de color amarillo dorado, textura tierna jugosa, agradable, dulce, aromática, recuerda a los albaricoques.

## Sinonimia
- "Golden La Crescent",
- "Golden Minnesota".

## Historia
'La Crescent' es una variedad de ciruela encuadrada en el grupo de las "denominadas ciruelas japonesas" Prunus salicina. Obtenida por el equipo de Alderman de la "Universidad de Minesota", fruto del cruce de 'Shiro' (Prunus salicina) como "Parental Madre" x el polen de 'Howard Yellow' (Prunus americana) como "Parental Padre" en 1923. Fue introducida en los circuitos comerciales por los viveristas en 1924.
La variedad de ciruela 'La Crescent' está encuadrada según la mayor parte de la literatura, en el grupo de las "denominadas ciruelas japonesas" (Prunus salicina).

## Características
'La Crescent' árbol muy fuerte, vigoroso, rechoncho, extendido. Es auto estéril, necesita plantada cerca otra variedad de ciruelo polinizadora. Tiene un tiempo de floración que comienza a partir del 19 de abril con el 10% de floración, para el 29 de abril tiene una floración completa (80%), y para el 5 de mayo tiene un 90% de caída de pétalos.
'La Crescent' tiene una talla de tamaño mediano (promedio 20gr.), siendo redondeada; epidermis tiene una piel de color amarillo que a veces se tiñe de un ligero color rosa, fina, libre de acidez, lenticelas  menudas, muy abundante, sutura apenas visible, cavidad peduncular con hoyo pequeño, redondo, casi libre; pulpa de color amarillo dorado, textura tierna jugosa, agradable, dulce, aromática, recuerda a los albaricoques.
Hueso semi adherido, tamaño mediano, elíptico redondeado, ovalada, pegajosa.
Fruta de final de verano. Su tiempo de recogida de cosecha se inicia en su maduración desde principios a mediados de septiembre. Para disfrutar su aroma y sabor plenamente es mejor comerla completamente madura.

## Cultivo
La ciruela 'La Crescent' está considerada como de gran calidad y es utilizada como ciruela de postre con fruta jugosa dulce, y bastante suave.